# Ligne 5 du métro de Copenhague
La ligne 5 du métro de Copenhague sera la cinquième ligne de métro de l'agglomération de Copenhague au Danemark. Elle devrait être mise en service en deux phases, à l'horizon 2036 et à l'horizon 2045. D'une longueur d'environ 11 km, elle comptera 9 stations. Elle est symbolisée par la couleur violette.
La ligne partira de la gare centrale København H et desservira l'île d'Amager avec des correspondances avec les lignes 1 et 2 avant de remonter vers le nord pour desservir le quartier en développement de Refshaløen et la future île artificielle de Lynetteholmen. 

## Historique

### Genèse
Dans les années 2010, plusieurs scénarios d'agrandissement du réseau de métro ont été envisagés par la ville de Copenhague sans qu'aucun d'entre eux ne fasse l'objet d'une décision.
En octobre 2018, le gouvernement danois et la ville de Copenhague annoncent la construction entre 2035 et 2070 de Lynetteholm, une île artificielle située au nord-est de Copenhague sur laquelle pourraient habiter à terme 35 000 habitants. Le projet prévoit une desserte de cette nouvelle partie de la ville par le métro.
En 2018, une étude de la ville de Copenhague confirme que le scénario envisagé serait celui d'une nouvelle ligne en boucle appelée Havneringen comprenant éventuellement des branches vers Brønshøj ou vers la future extension de la ville sur l'île artificielle appelée Lynetteholm.
Une étude publiée en août 2020 par la ville de Copenhague propose trois scénarios d'extension du métro : 
- le prolongement de la ligne 4 depuis Nordhavn avec 6 stations jusqu`à Kløvermarken, desservant Lynetteholmen et Refshaleøen
- une nouvelle ligne 5 en arc (ligne violette) avec 19 stations entre Østerport et la gare centrale de Copenhague, desservant Lynetteholmen, Refshaleøen, le nord de l'île d'Amager et Islands Brygge
- une nouvelle ligne 5, dite ouest, en arc (ligne orange) avec 11 stations entre Lynetteholm et Prags Boulevard, desservant Refshaleøen, Østerport, Nørrebro, la gare centrale de Copenhague, Islands Brygge et le nord de l'île d'Amager

En 2022, le projet se précise et la ville de Copenhague lance une consultation publique entre le 5 septembre et le 31 octobre, sur la base de deux nouvelles propositions pour la ligne 5 :
- une nouvelle ligne 5 (ligne violette) avec 9 stations entre Lynetteholm et la gare centrale de Copenhague,
- une nouvelle ligne 5 (ligne orange) avec 4 stations entre Lynetteholm et Østerport.

Ces deux lignes sont compatibles avec un tronçon additionnel entre Østerport, Nørrebro et la gare centrale de Copenhague.
Le 8 février 2023, la ville de Copenhague décide de poursuivre les études de la ligne 5 sur la base de la variante violette, tout en ajoutant y intégrant une extension à Østerport. La nouvelle ligne comprendrait ainsi 10 stations :
- Østerport (M3, M4, S-Tog)
- Lynetteholm N,
- Lynetteholm S,
- Refshaleøen,
- Prags Boulevard Ø,
- Lergravsparken (M2),
- Amagerbrogade S,
- DR Byen (M1),
- Bryggebroen,
- København H (M3, M4, S-tog).

Les études menées entre 2023 et 2024 on permis de déterminer le tracé exacte de la ligne et les stations desservies. Dans le cadre de la consultation publique sur la ligne 5, l'entreprise danoise Mærsk a par exemple proposé une modification du projet avec l'ajout de deux stations supplémentaires entre les stations Prags Boulevard Ø et Refshaløen, distantes de 2,5 kilomètres. La construction du tunnel et des deux stations qui desserviraient l'opéra de Copenhague (dont la construction a été financée par les fonds privés de Mærsk) et le siège social de l'entreprise situé à Nordre Tolbod, seraient financé par l'entreprise. En février 2023, le maire de Frederiksberg annonce publiquement son souhait d'ajouter une station sur Gammel Kongevej entre les stations Forum et København H, distantes de 2 kilomètres.
Le 8 février 2023, la ville de Copenhague décide de lancer des études pour qu'à terme la ligne 5 puisse former une boucle avec l'ajout de 3 stations supplémentaires entre Østerport et København H, faisant de Copenhague l'une des premières villes au monde à disposer de deux lignes de métro circulaires :
- v/ Rigshospitalet,
- v/ Stengade,
- Forum (M1, M2).

### Choix du tracé définitif
Le 28 mars 2025, le gouvernement danois a annoncé un accord avec la municipalité de Copenhague concernant le développement de Lynetteholmen, prévoyant des milliers de nouveaux logements, la nouvelle ligne de métro 5 et une nouvelle rocade routière,.
La ligne 5 sera construite en deux étapes. La première, souterraine, reliera København H (gare centrale de Copenhague) à Prags Boulevard Ø et pourrait entrer en service à l'horizon 2036 :
- København H (M3, M4, S-tog).
- Bryggebroen,
- DR Byen (M1),
- Amagerbrogade S,
- Lergravsparken (M2),
- Prags Boulevard Ø.

La seconde étape, aérienne, atteindra l'île artificielle de Lynetteholm et pourrait entrer en service en 2045 :
- Refshaleøen,
- Lynetteholm S,
- Lynetteholm N.

L'accord du 28 mars 2025 prévoit que la station de Prags Boulevard Ø ainsi que le prolongement de la ligne vers Lynetteholmen seront réalisés en voie aérienne. Toutefois, en cas d'obtention de financements complémentaires, ce tronçon pourrait être améné à passer en souterrain. L'accord ne précise aucun délai concernant l'achèvement complet de la ligne M5 entre Lynetteholmen et la gare centrale de Copenhague, via Østerport et Frederiksberg.

### Construction
Le démarrage des travaux est prévu à l'horizon 2029.

### Chronologie
| Date         | Ligne | Évènement                                                                                        |
| ------------ | ----- | ------------------------------------------------------------------------------------------------ |
| 2025-2027    | (M5)  | Études préliminaires, évaluation environnementale, concertation publique et choix du tracé final |
| 2027-2029    | (M5)  | Dépôt et approbation de la loi de construction, appels d’offres et préparation des chantiers.    |
| 2029         | (M5)  | Démarrage des travaux de construction.                                                           |
| Horizon 2036 | (M5)  | Mise en service de København H à Prags Boulevard Ø (section souterraine)                         |
| Horizon 2045 | (M5)  | Mise en service de Prags Boulevard Ø à Lynetteholm N (section aérienne)                          |

### Financement
L'investissement global dépasse les 30 milliards de couronnes danoises et sera financé en partie par les revenus issus de l’urbanisation future, avec près de 50 000 résidents et 30 000 emplois attendus à terme sur Lynetteholmen dont l'urbanisation devrait être achevée en 2070. Le financement du projet prévoit également une augmentation du prix du ticket de métro depuis ou vers l'aéroport de Copenhague, qui augmentera de 20 couronnes danoises, à partir de 2027.

## Description
La ligne 5 comprendra 9 stations.

Plan de la future ligne 5 du métro de Copenhague

La ligne sera souterraine dans sa partie sud, sous le centre-ville de la capitale et l'île d'Amager. Elle deviendra aérienne au nord de Copenhague, après la station Lergravsparken jusqu'à la station terminus Lynetteholm N. L’accord politique de 2025 prévoit que la section aérienne pourrait être enterrée si un financement complémentaire permet de couvrir le surcoût.
La ligne sera connectée au réseau existant via les stations København H (M3, M4), DR Byen (M1) et Lergravsparken (M2), permettant ainsi de désaturer le tronçon central commun aux lignes 1 et 2. Elle devrait transporter environ 91 000 passagers quotidiens en 2050 et 134 000 en 2070.

## Stations
Le tableau ci-dessous reprend les 9 stations de la ligne 5 :
| Nom                  | Ville      | Correspondances | Type        | Ouverture                             | Zone de tarification |
| -------------------- | ---------- | --------------- | ----------- | ------------------------------------- | -------------------- |
| København H          | Copenhague | Trains DSB      | souterraine | 29 septembre 2019 28 mars 2020M5 2036 | 1                    |
| v/ Bryggebroen       | Copenhague |                 | souterraine | 2036                                  | 1                    |
| DR Byen              | Copenhague | (M1)            | souterraine | 19 octobre 2002 2036                  | 1                    |
| v/ Amagerbrogade S   | Copenhague |                 | souterraine | 2036                                  | 1                    |
| Lergravsparken       | Copenhague | (M2)            | souterraine | 19 octobre 2002 2036                  | 1                    |
| v/ Prags Boulevard Ø | Copenhague |                 | souterraine | 2036                                  | 1                    |
| v/ Refshaløen        | Copenhague |                 | aérienne    | 2045                                  | 1                    |
| v/ Lynetteholm S     | Copenhague |                 | aérienne    | 2045                                  | 1                    |
| v/ Lynetteholm N     | Copenhague |                 | aérienne    | 2045                                  | 1                    |

## Projets

### Bouclage de la ligne 5
À terme, la ligne pourrait être prolongée pour former une boucle complète, devenant ainsi la seconde ligne circulaire de l'agglomération de Copenhague.
Ce projet pourrait desservir les station suivantes :
- Østerport (M3, M4, S-Tog),
- v/ Rigshospitalet,
- v/ Stengade,
- Forum (M1, M2).

La commune de Frederiksberg souhaite l'ajout d'une station Gammel Kongevej sur son territoire, entre les stations Forum et København H.

### Autres prolongements possibles

Possibles extensions du métro de Copenhague

En 2025, la ville de Copenhague a lancé une analyse stratégique de seize tracés de métro potentiels afin de préparer l’évolution de son réseau au-delà de la ligne 5, avec pour objectifs de renforcer le maillage territorial, desservir les grands équipements publics, réduire les émissions de CO₂ et accompagner les mutations urbaines. Huit lignes ont été sélectionnées pour faire l’objet d’études techniques approfondies, une décision validée par le comité des finances le 3 juin 2025. Ce travail constitue une étape clé en vue de décisions politiques attendues dès 2026, dans une perspective de planification à long terme, jusqu’en 2045.
Parmi les tracés retenus pour des études complémentaires figure l’axe Stengade - Brønshøj - Tingbjerg, qui propose le prolongement de la ligne 5 vers le nord-ouest. Ce projet pourrait desservir les station suivantes :
- Nørrebro (M3, S-tog),
- v/ Hulgårdsvej,
- v/ Brønshøj Torv,
- v/ Tingbjerg.Un autre tracé retenu propose de connecter la ligne 5 au niveau de la station Prags Boulevard Ø avec le projet de projet de ligne de métro transfrontalière entre Copenhague et Malmö en Suède. Ce projet, évoqué depuis 2018 pourrait desservir les station suivantes :

- Västra Hamnen Nord,
- Västra Hamnen Syd,
- Malmö C.